# O Bolo
O Bolo település Spanyolországban, Ourense tartományban. O Bolo Manzaneda, Larouco, Petín, A Veiga és Viana do Bolo községekkel határos. Lakosainak száma 792 fő (2024).

## Népesség
A település népessége az elmúlt években az alábbi módon változott:
| Lakosok száma | 1374 | 1286 | 1187 | 1139 | 1084 | 1013 | 938  | 884  | 824  | 792  |
|               | 2001 | 2004 | 2007 | 2009 | 2012 | 2014 | 2017 | 2019 | 2022 | 2024 |